# 盧·布德羅
路易斯·布德羅（英語：Louis Boudreau，1917年7月17日—2001年8月10日），綽號「老滑足」、「帥盧」和「好小子」，為美國職棒大聯盟的游擊手與總教練。生涯曾效力過印地安人和紅襪兩隊。退休後曾擔任大聯盟的總教練，後來在小熊隊擔任廣播播報員。他曾是伊利諾大學男籃的球員之一，是一名棒籃雙棲的運動員。
布德羅生涯入選7次明星賽，1948年拿下世界大賽冠軍和美聯MVP。1944年拿下美聯打擊王。1946年7月14日，他單場連續敲出4支二壘安打，至今仍是大聯盟紀錄。
1970年，布德羅入選美國棒球名人堂。

## 籃球生涯
布德羅就讀於伊利諾大學，並加入該校的籃球隊。1936-37年賽季，他幫助校隊取得十大聯盟的冠軍。1937-38年賽季，他入選NCAA年度第一隊。
在大學期間，印地安人老闆曾幫他支付一筆未透漏的款項，因此布德羅為了回報，決定在畢業後加入職棒。但也因為這樣，導致他被十大聯盟全面封殺，不得再參加該賽事。
1940年，布德羅獲得伊利諾大學教育學學位。他曾在1939年和1940年擔任母校籃球隊的教練，之後還繼續擔任兩年的助教。期間他還指導了安迪·菲利普—未來的籃球名人堂成員之一。

## 棒球生涯

### 克里夫蘭印地安人
1938年9月9日，布德羅登上大聯盟。1939年，球隊為了培養新秀三壘手肯·凱爾特納，決定讓布德羅轉任為游擊手。
1940年，布德羅的打擊率為2成95，並敲出46支二壘安打與101分打點。他在這年首度入選明星賽。
1941年，他和凱爾特納成為終止喬·迪馬喬連續56場比賽敲出安打的關鍵角色。凱爾特納兩度攔下三壘方向強勁滾地球，布德羅更是上演一次徒手雙殺守備。整季他的打擊率為2成57，並敲出聯盟最多的45支二壘安打。
1942年，印地安人總教練羅傑·派金博升格為總經理，布德羅便接任總教練一職。由於布德羅在打籃球期間就有腳傷，使得他不需加入美軍參與二戰。1944年，他單季製造134次雙殺，為球員兼總教練之中最多的。1947年，球隊老闆很不情願的讓布德羅繼續擔任球員兼總教練，但他在1948年繳出3成55的打擊率。不僅幫助球隊拿下美聯冠軍，最後順利獲得世界大賽冠軍，布德羅還成為美聯年度MVP。

### 生涯後期
1950年球季結束後，布德羅遭到球隊釋出。1951年，他加入紅襪隊，並在隔年同時接任總教練。1955年，他成為堪薩斯市運動家隊史首位總教練。他在1957年被運動家開除後，於1960年加入小熊短暫執教一年。

### 守備佈陣
布德羅一般被認為是最早提出對於強力拉打型打者使用內野守備佈陣的人。1946年7月14日，當天布德羅效力的印地安人跟紅襪進行雙重賽，第一場比賽時，紅襪的重砲巨星泰德·威廉斯打出了三響砲和八分打點，於是第二場比賽的時候身兼總教練的布德羅向其他隊友提議，每當威廉斯上場打擊時，二三壘之間僅留下左外野手，其他人全都塞在另一側。由於威廉斯向來被認為是對於自己的打球方式很固執的選手，他拒絕了隊友給他的「向三壘方向觸擊」的建議（不過日後他也漸漸接受使用觸擊破陣），第二場比賽威廉斯上場四次，扣掉兩次四壞球之外的兩個打數裡面，威廉斯「只」打出了一支二壘安打，剩下一次打擊打出的內野滾地球還真的找上了人在一二壘之間的布德羅，被刺殺在一壘之前。
雖然以這一場的結論來看，這招對威廉斯這種名人堂巨星來說影響不算很大，但畢竟不是人人都是威廉斯，佈陣這種方式很快地流傳開來，成為了各隊針對拉打型重砲的必備教科書，直到75年後大聯盟官方對佈陣進行規則限制為止。紅襪隊在這一年成為美聯龍頭，在年底的世界大賽遇上了斯坦·穆休領軍的紅雀隊，紅雀隊決定照抄布德羅的做法，而這一次還真的起了很大的效果，威廉斯在他生涯唯一一次世界大賽表現奇差無比，紅雀隊以4勝3敗驚險奪冠，而這種針對左打進行的佈陣也被稱為是「布德羅佈陣」或者是「威廉斯佈陣」。巧合的是，大聯盟歷史上第一次記載的守備佈陣也是針對1920年代一位叫做賽·威廉斯的重砲手，不過當時還會多留一個三壘手在二三壘之間、游擊手則是站在二壘（這也是近代比較常見的佈陣模式），而布德羅是把整個內野都搬去同一邊的超極端佈陣。
不過，在布德羅的自傳中，他說當年提出這個構想並不是真的覺得這樣會更容易解決威廉斯，更偏向於想讓威廉斯選擇觸擊上一壘就好、或者是看他會不會因為壓力而打不好的心理戰術。威廉斯本人則認為這個構想是棒球正在進步的證明。

## 執教成績
| 球隊         | 年度         | 例行賽 | 例行賽 | 例行賽 | 例行賽 | 例行賽  | 季後賽 | 季後賽 | 季後賽 | 季後賽              |
| 球隊         | 年度         | 場次   | 勝     | 敗     | 勝率   | 排名    | 勝     | 敗     | 勝率   | 結果                |
| ------------ | ------------ | ------ | ------ | ------ | ------ | ------- | ------ | ------ | ------ | ------------------- |
| 印地安人     | 1942年       | 154    | 75     | 79     | .487   | 美聯第4 | –      | –      | –      | –                   |
| 印地安人     | 1943年       | 154    | 82     | 71     | .536   | 美聯第3 | –      | –      | –      | –                   |
| 印地安人     | 1944年       | 154    | 72     | 82     | .468   | 美聯第6 | –      | –      | –      | –                   |
| 印地安人     | 1945年       | 145    | 73     | 72     | .503   | 美聯第5 | –      | –      | –      | –                   |
| 印地安人     | 1946年       | 154    | 68     | 86     | .442   | 美聯第6 | –      | –      | –      | –                   |
| 印地安人     | 1947年       | 154    | 80     | 74     | .519   | 美聯第4 | –      | –      | –      | –                   |
| 印地安人     | 1948年       | 154    | 97     | 58     | .626   | 美聯第1 | 4      | 2      | .667   | 贏得世界大賽 (道奇) |
| 印地安人     | 1949年       | 154    | 89     | 66     | .574   | 美聯第3 | –      | –      | –      | –                   |
| 印地安人     | 1950年       | 154    | 92     | 62     | .597   | 美聯第4 | –      | –      | –      | –                   |
| 印地安人合計 | 印地安人合計 | 1377   | 728    | 649    | .529   |         | 4      | 2      | .667   |                     |
| 紅襪         | 1952年       | 154    | 76     | 78     | .494   | 美聯第6 | –      | –      | –      | –                   |
| 紅襪         | 1953年       | 153    | 84     | 69     | .549   | 美聯第4 | –      | –      | –      | –                   |
| 紅襪         | 1954年       | 154    | 69     | 85     | .448   | 美聯第4 | –      | –      | –      | –                   |
| 紅襪合計     | 紅襪合計     | 461    | 229    | 232    | .497   |         | 0      | 0      | –      |                     |
| 運動家       | 1955年       | 154    | 61     | 93     | .396   | 美聯第6 | –      | –      | –      | –                   |
| 運動家       | 1956年       | 154    | 52     | 102    | .338   | 美聯第8 | –      | –      | –      | –                   |
| 運動家       | 1957年       | 103    | 36     | 67     | .350   | 被解雇  | –      | –      | –      | –                   |
| 運動家合計   | 運動家合計   | 411    | 151    | 260    | .367   |         | 0      | 0      | –      |                     |
| 小熊         | 1960年       | 137    | 54     | 83     | .394   | 國聯第7 | –      | –      | –      | –                   |
| 小熊合計     | 小熊合計     | 137    | 54     | 83     | .394   |         | 0      | 0      | –      |                     |
| 總計         | 總計         | 2386   | 1162   | 1224   | .487   |         | 4      | 2      | .667   |                     |

## 生涯打擊成績
| 出賽次數 | 打席 | 打數 | 得分 | 安打 | 二安 | 三安 | 全壘打 | 打點 | 盜壘 | 保送 | 三振 | 打擊率 | 上壘率 | 長打率 | OPS  |
| -------- | ---- | ---- | ---- | ---- | ---- | ---- | ------ | ---- | ---- | ---- | ---- | ------ | ------ | ------ | ---- |
| 1646     | 7025 | 6029 | 861  | 1779 | 385  | 66   | 68     | 789  | 51   | 796  | 309  | .295   | .380   | .415   | .795 |

## 個人生活

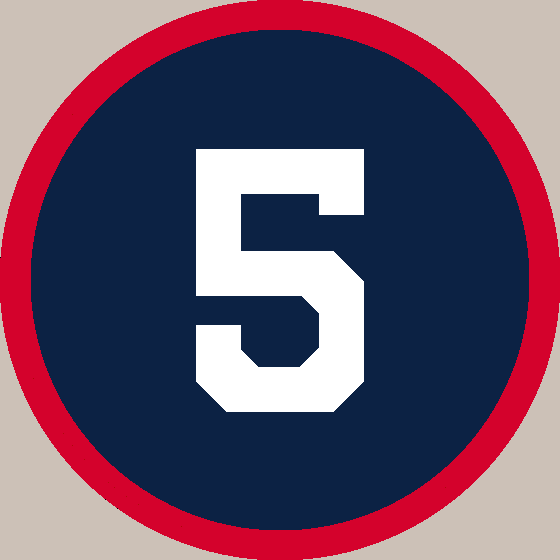
1970年，印地安人隊將布德羅的5號球衣退休。

布德羅於1938年結婚，他的女兒後來和老虎隊的明星投手丹尼·麥克連結婚。布德羅後來在1970年以77.33%得票率入選名人堂，同年印地安人將他的5號球衣永久退休。
1990年，印地安人創立盧·布德羅獎，用來頒發給每年印地安人最傑出的小聯盟選手。
2001年8月10日，布德羅因心臟驟停去世，享壽84歲。最後他被葬在普里桑特丘公墓。

## 外部連結
- 球員資訊和成績在MLB ，ESPN ，Retrosheet ，Baseball Reference ，Baseball Reference (Minors) ，Fangraphs ，The Baseball Cube （英文）
- 盧·布德羅在台灣棒球維基館上的頁面（繁體中文）